# Mike Vernon (producteur)
 (décembre 2020).
Si vous disposez d'ouvrages ou d'articles de référence ou si vous connaissez des sites web de qualité traitant du thème abordé ici, merci de compléter l'article en donnant les références utiles à sa vérifiabilité et en les liant à la section « Notes et références ».
Pour les articles homonymes, voir Mike Vernon.
Mike Vernon, né Michael Vernon le 20 novembre 1944 à Harrow, est un producteur musical britannique.
Il a produit les albums de nombreux artistes de blues et de rock britanniques des années 1960 et 1970 notamment les Bluesbreakers, David Bowie, Duster Bennett, Savoy Brown, Chicken Shack, Eric Clapton, Fleetwood Mac, Peter Green, Danny Kirwan, John Mayall, Christine McVie et Ten Years After. Il est également fondateur du label Blue Horizon.

## Productions (ou participations)
- 1965 — Five Long Years — Eddie Boyd
- 1966 — Blues Breakers with Eric Clapton — Bluesbreakers
- 1966 — Art Gallery – The Artwoods
- 1966 — The London Boys — David Bowie
- 1966 — Rubber Band — David Bowie
- 1966 — Sound of Sitar — Chim Kothari
- 1967 — Champion Jack Dupree and His Blues Band — Champion Jack Dupree avec Mickey Baker
- 1967 — Love You till Tuesday — David Bowie
- 1967 — Blues Alone — John Mayall
- 1967 — A Hard Road — Bluesbreakers
- 1967 — Crusade — Bluesbreakers
- 1967 — David Bowie — David Bowie
- 1967 — Eddie Boyd and His Blues Band — Eddie Boyd (Notes de pochette)
- 1967 — Raw Blues — Divers artistes
- 1967 — Shake Down — Savoy Brown
- 1967 — Ten Years After — Ten Years After
- 1968 — Memphis Country Blues Festival — Divers artistes
- 1968 — 40 Blue Fingers, Freshly Packed and Ready to Serve — Chicken Shack
- 1968 — 7936 South Rhodes — Eddie Boyd
- 1968 — Bare Wires — John Mayall & the Bluesbreakers
- 1968 — Blues from Laurel Canyon — John Mayall
- 1968 — Diary of a Band, Vol. 1 — John Mayall & the Bluesbreakers
- 1968 — Diary of a Band, Vol. 2 — John Mayall & the Bluesbreakers
- 1968 — Getting to the Point — Savoy Brown
- 1968 — Last Night's Dream — Johnny Shines
- 1968 — Fleetwood Mac — Fleetwood Mac
- 1968 — Mr. Wonderful — Fleetwood Mac
- 1968 — Undead — Ten Years After (Notes de pochette)
- 1969 — 100 Ton Chicken — Chicken Shack
- 1969 — The Biggest Thing Since Colossus — Otis Spann (Notes de pochette)
- 1969 — Blue Matter — Savoy Brown (Percussions, arrangement, assistant)
- 1969 — Fleetwood Mac in Chicago/Blues Jam in Chicago, Vols. 1-2 — Fleetwood Mac
- 1969 — English Rose — Fleetwood Mac
- 1969 — First Slice — Jellybread
- 1969 — Heavy Blues — Champion Jack Dupree
- 1969 — Looking Back — John Mayall (Notes de pochette)
- 1969 — Midnight Jump — Sunnyland Slim
- 1969 — O.K. Ken?  — Chicken Shack
- 1969 — Fiends And Angels - Martha Velez
- 1969 — Patent Pending — The Johnny Almond Music Machine
- 1969 — The Pious Bird of Good Omen — Fleetwood Mac
- 1969 — A Step Further — Savoy Brown (Percussions, cloches)
- 1969 — Stonedhenge — Ten Years After (Chant)
- 1970 — Grease One for Me — Bacon Fat
- 1970 — In and Out of Focus — Focus (Notes de pochette, superviseur)
- 1970 — The End of the Game — Peter Green
- 1971 — Black Magic Woman — Fleetwood Mac
- 1971 — Bring It Back Home — Mike Vernon (Harmonica, percussions, chant)
- 1971 — Moving Waves — Focus (Notes de pochette, superviseur)
- 1971 — Rick Hayward — Rick Hayward (Notes de pochette)
- 1971 — Thru the Years — John Mayall
- 1972 — Alvin Lee & Company — Ten Years After
- 1972 — Discovering the Blues — Robben Ford
- 1972 — Focus III — Focus (superviseur)
- 1973 — Live at the Rainbow — Focus (superviseur)
- 1973 — History Of British Blues Vol.1 (Divers artistes) (Production)
- 1974 — Burglar — Freddie King (Percussions)
- 1974 — Hamburger Concerto — Focus
- 1975 — Larger Than Life — Freddie King (Percussions)
- 1975 — Love Is a Five Letter Word — Jimmy Witherspoon (Percussions)
- 1975 — Out in Front — The Olympic Runners (Percussions)
- 1975 — Vintage Years — Fleetwood Mac
- 1976 — Do You Wanna Do a Thing — Bloodstone
- 1976 — Gold Plated — Climax Blues Band
- 1976 — Live — Jimmy Witherspoon & Robben Ford (Production exécutive, édition, mixage)
- 1976 — On the Line — Foster Brothers
- 1977 — Best of Savoy Brown [London] — Savoy Brown
- 1977 — Edwin Starr — Edwin Starr (Tambourine, vibraslap)
- 1977 — Hot to Trot — The Olympic Runners (Percussions, chant)
- 1977 — Original Fleetwood Mac — Fleetwood Mac
- 1977 — Ship of Memories — Focus
- 1977 — Soul Survivors — Diversions
- 1978 — Focus con Proby — Focus (Notes de pochette, superviseur)
- 1979 — Let It Roll — Dr. Feelgood
- 1979 — Out of the Ground — The Olympic Runners (Percussions)
- 1979 — Rama Lama (Replays) — Rocky Sharpe & the Replays (Ingénieur)
- 1980 — Shout! Shout! — Rocky Sharpe & the Replays (Percussions)
- 1981 — Level 42 — Level 42
- 1982 — Pursuit of Accidents — Level 42
- 1983 — Stop Please Stop — Rocky Sharpe & the Replays (Percussions)
- 1984 — End of the Line — Pete McDonald
- 1986 — Mad Man Blues — Dr. Feelgood
- 1986 — On the Loose — Steve Gibbons
- 1987 — Hat Trick — Blues 'N' Trouble (Percussions)
- 1988 — Crossroads — Eric Clapton
- 1988 — Great British Psychedelic Trip, Vol. 1, 1966-69 — Divers artistes
- 1988 — John Mayall and the Bluesbreakers — John Mayall
- 1989 — Level Best — Level 42
- 1989 — Singles/ The UA Years — Dr. Feelgood
- 1989 — Steel & Fire — The Mick Clarke Band (ingénieur)
- 1989 — Storyteller - The Complete Anthology: 1964–1990 — Rod Stewart
- 1990 — Blues It Up — Dana Gillespie (Percussions)
- 1991 — That's What The Blues Can Do  -   The Innes Sibun Blues Explosion (Production)
- 1991 — Second Sight — Chris Youlden (chant, ingénieur)
- 1992 — 25 Years - The Chain — Fleetwood Mac
- 1992 — Attack of the Atomic Guitar — U.P. Wilson (ingénieur, mixage)
- 1992 — Blue Lightning — Lightnin' Slim (mixage)
- 1992 — Blues, the Whole Blues & Nothing But the Blues — Jimmy Witherspoon (Percussions, ingénieur, mixage, notes de pochette)
- 1992 — Chiswick Story — Divers artistes
- 1992 — Delta Bluesman — David Honeyboy Edwards
- 1993 — Dog Days Are Over — The Scabs
- 1993 — Delta Hurricane — Larry McCray
- 1994 — Live Dog — The Scabs
- 1994 — Sound Like This — The Hoax
- 1996 — A Man Amongst Men — Bo Diddley (Production, notes de pochette, percussions)
- 1999 — The Complete Blue Horizon Sessions — Fleetwood Mac (Production)
- 2010 — Heads I Win, Tails You Lose - Oli Brown (Producteur)
- 2010 — Fun to visit - Mingo & The Blues Intruders (Producteur)